# Susika Simo
Sûsika Simo, född 1925 i Mirak(en), Armeniska SSR, död 1977 i Jerevan, var en kurdisk sångerska (dengbêj) och skådespelare från Armenien.
Vid 21 års ålder började hon sjunga för armeniska staten där hon sjöng traditionella kurdiska sånger. Hon var engagerad i radion i Armeniens huvudstad Jerevan. Hon har samarbetat med Egide Cimo.